# Philautus erythrophthalmus
Espèce
Statut de conservation UICN

 EN  : En danger
Philautus erythrophthalmus est une espèce d'amphibiens de la famille des Rhacophoridae.

## Répartition
Cette espèce est endémique du sud-ouest de l'État du Sabah en Malaisie, sur l'île de Bornéo. Un seul spécimen a été découvert sur le mont Muruk Mio, à environ 1 550 m d'altitude,.

## Description
Le spécimen découvert était une femelle mesurant 26,2 mm. Son dos était vert clair et son ventre crème. Son iris était d'un rouge-orangé intense.

## Étymologie
Son nom d'espèce, du grec erythros, « rouge », et ophthalmos, « œil », fait référence à la couleur rouge orangé de ses yeux.

## Publication originale
- Stuebing & Wong, 2000  : A new species of frog, Philautus erythrophthalmus (Rhacophoridae) from southwestern Sabah, Malaysia. Raffles Bulletin of Zoology, vol. 48, no 2, p. 293-296 (texte intégral).